# Calamus compsostachys
Calamus compsostachys är en enhjärtbladig växtart som beskrevs av Karl Ewald Maximilian Burret. Calamus compsostachys ingår i släktet Calamus och familjen Arecaceae. Inga underarter finns listade i Catalogue of Life.